# Pan European Game Information
Pan European Game Information (officiellement abrégé PEGI, /pe.ɡi/) est un système d’évaluation européen des jeux vidéo, créé pour aider les consommateurs (en particulier les parents) à s'informer de chaque type de jeux vidéo à l'aide de différents logos exposés sur leur boîte d'origine.
PEGI est utilisé dans plus d'une trentaine de pays. Il se compose de cinq catégories d'âge et de huit descriptions qui informent du contenu d'un jeu. La signalétique par âge ne considère, ni la difficulté du jeu, ni même les capacités requises (ni normalement une quelconque interdiction) pour y jouer.
Le système est aujourd'hui utilisé par le Syndicat des éditeurs de logiciels de loisirs, remplaçant leur précédent système de classification national.

## Historique
Le système d’évaluation PEGI est créé par Interactive Software Federation of Europe (ISFE) et utilisé pour la première fois en avril 2003. Il est développé sur la base des systèmes préexistants dans différents pays européens. Lors de la création du système, des représentants de la société civile (parents, consommateurs ou groupes religieux)[réf. nécessaire] ont participé à la rédaction du questionnaire et la mise en place de la procédure qui permettent de procéder à la classification des logiciels de loisirs. Le système associe deux classements : un classement par âge et un classement par type de contenu « sensible ».
Les icônes de classification en noir et blanc sont utilisées jusqu'en juin 2009, puis modifiées. En effet, le signe « + » est retiré et chaque icône bénéficie d'un fond de couleur : vert pour 3 et 7, orange pour 12 et 16 et rouge pour 18. On peut également noter qu'il y a un léger espacement entre les chiffres des PEGI 12, 16 et 18. Wii Sports Resort et Grand Chelem Tennis sont les premiers jeux à bénéficier de la nouvelle identité visuelle (ils obtiennent respectivement un 7 et un 3, avec un fond vert)[réf. nécessaire]. Les icônes par type de contenu se voient également très légèrement changées : le contenu est écrit en dessous de l'icône[réf. souhaitée].
Fin 2017, PEGI a évalué près de 30 000 jeux vidéo. La régulation se renouvelle en s’adaptant aux nouveaux modes de consommations des utilisateurs des jeux vidéo. Ainsi, en 2018, PEGI a développé le projet d'introduire un nouveau descripteur de contenu informant de la possibilité de dépenser de l’argent dans certains jeux. Ce pictogramme « Achats intégrés » s’appliquera à tous les jeux qui offrent la possibilité d’acquérir des biens virtuels avec de l’argent réel.

## Classification

### Âge
| Icône | Icône | Icône | Description |
| 2003  | 2009  | 2010  | Description |
| ----- | ----- | ----- | --- |
|       |       |       | PEGI 3 : le jeu est considéré comme « adapté à toutes les classes d’âge ». En effet, il ne comporte pas de sons ou d’images susceptibles d’effrayer ou de faire peur à de jeunes enfants. Les formes de violence très modérées dans un contexte comique ou enfantin sont toutefois acceptées, mais le langage grossier n'est pas autorisé. |
|       |       |       | PEGI 7 : le jeu est déconseillé aux moins de 7 ans. Il contient des scènes ou sons potentiellement effrayants. La violence très modérée (c'est-à-dire implicite, non détaillée ou non réaliste) est acceptée. |
|       |       |       | PEGI 12 : le jeu est déconseillé aux moins de 12 ans. Il peut montrer « de la violence sous une forme plus graphique par rapport à des personnages imaginaires et/ou une violence non graphique envers des personnages à figure humaine ». Il peut également présenter des insinuations à caractère sexuel ou des postures de type sexuelles dans un cadre léger. Enfin, il peut aussi proposer des jeux de hasard.                               |
|       |       |       | PEGI 16 : le jeu est déconseillé aux moins de 16 ans. Un jeu obtient cette classification lorsque la violence et/ou la sexualité sont représentés de manière semblable à ce que l'on pourrait retrouver dans la réalité. Le jeu peut ainsi contenir de la violence explicite, un mauvais langage, des références ou contenus à caractères sexuels, mais aussi des jeux de hasard ou l'utilisation d'alcool, tabac et drogue (forme d'incitation). |
|       |       |       | PEGI 18 : le jeu est « destiné aux adultes ». Il peut contenir un degré de violence extrême avec une représentation de violence crue, de meurtre sans motivation, de violence contre des personnages sans défense ou de la discrimination. Il peut aussi mettre en scène la prise de drogues illégales et les contacts sexuels explicites ainsi que des jeux de hasard.                                                                           |
|       |       |       | PEGI PARENTAL (Surveillance Parentale Recommandé) : les jeux abordant cette classification sont disponibles pour tous les âges. Toutefois la supervision d'un parent, principalement ayant des enfants âgés de moins de 18 ans, est recommandée. |

Au Portugal, deux des catégories PEGI ont été associées aux classifications de films pour éviter toute confusion ; « 3 » a été changé en « 4 » et « 7 » a été changé en « 6 ». Initialement, la Finlande a également modifié certaines catégories (« 12 » devenant « 11 » et « 16 » devenant « 15 ») avant d'adopter entièrement le système d'évaluation et les classifications PEGI le 1er janvier 2007.
| 2003     | 2009 | 2010   |
| -------- | ---- | ------ |
| Standard |      | PEGI 7 |
|          |      |        |

### Contenu «sensible»
| Icône | Description       | Âge correspondant | Explications | Exemples |
| ----- | ----------------- | ----------------- | --- | --- |
|       | Scène de violence |                   | En PEGI 7, la violence n'est ni réaliste ni détaillée. En PEGI 12, la violence a lieu dans un environnement imaginaire ou contre des personnages à figures humaines mais elle est non réaliste. Enfin, en PEGI 16 et 18, la violence se veut de plus en plus explicite, sanglante ou gore. | Street Fighter, Assassin's Creed, Watch Dogs, Half-Life, Battlefield, Hitman, Fallout, Doom, Resistance, Spyro the Dragon, Max Payne, Mortal Kombat, Call of Duty, Tekken, Dead or Alive, Final Fantasy, Minecraft, Sonic Unleashed, Fortnite |
|       | Langage grossier  |                   | En PEGI 12, le langage grossier est léger. En PEGI 16 et 18, le jeu contient des grossieretés, des menaces, des jurons à caractère sexuel ou des blasphèmes. | Grand Theft Auto, Fallout, Assassin's Creed, Watch Dogs, Midnight Club: Los Angeles, Driver, Call of Duty, God Hand, Tomb Raider, Battlefield,                                                                                                |
|       | Peur Horreur      |                   | En PEGI 7, le jeu contient des scènes considérées effrayantes ou perturbantes pour un jeune âge. En PEGI 12, il contient des sons ou effets horrifiants, sans présenter de violence. | Bionicle Heroes, NiGHTS: Journey of Dreams, Silent Debuggers, Harry Potter et l'Ordre du phénix, Rayman Legends, LittleBigPlanet 2, Kingdom Hearts, Lego Harry Potter : Années 1 à 4                                                          |
|       | Nudité Sexe       |                   | Le jeu contient des scènes à caractères sexuels ou faisant allusion au sexe (PEGI 12), des scènes de nudité sans organes génitaux visibles (PEGI 16) ou des scènes explicites (PEGI 18).                                                                                                   | Singles: Flirt Up Your Life, Leisure Suit Larry, Dead or Alive, BMX XXX, God of War, Les Sims, Grand Theft Auto: San Andreas, The Simpsons Game, Catherine,                                                                                   |
|       | Drogues           |                   | Le jeu contient des scènes montrant l'usage de la drogue ou son allusion. | Driver, Grand Theft Auto series, Fallout 2, Deus Ex: Invisible War, The Warriors, Scarface |
|       | Jeux de hasard    |                   | Le jeu encourage ou enseigne des jeux de hasard. | 42 All-Time Classics, Fallout 2, God Hand, Street Hoops, Grand Theft Auto: San Andreas, Juiced 2: Hot Import Nights, BioShock, Scarface, Fallout: New Vegas                                                                                   |
|       | Discrimination    |                   | Le jeu contient des représentations ethniques, religieuses, nationalistes, de genre ou autres stéréotypes susceptibles d’encourager la haine. | Original War, Postal 2, SWAT: Target Liberty, Mafia III |
|       | Online            |                   | Le jeu possède des fonctionnalités multijoueurs et un mode de jeu en ligne. | Eve Online, Metal Gear Online, Warhammer Online: Age of Reckoning, Left 4 Dead, FIFA, Mario Kart, Mortal Kombat, Super Smash Bros. Brawl, |
|       | Achats intégrés   |                   | Le jeu propose d'acquérir des bonus (vies, armes, tenues supplémentaires, etc.) contre de l'argent réel (pouvant être sous forme de loot boxes, micropaiements, ...). | Fortnite, Luigi's Mansion 3, Watch Dogs: Legion, Assassin's Creed Valhalla, Ratchet and Clank: Rift Apart, Lego Star Wars : La Saga Skywalker, FIFA 23                                                                                        |

## Utilisation
PEGI est utilisé dans 35 pays européens, au Canada et en Israël. Le système de classification est partiellement reconnu dans d'autres pays et régions comme les Émirats arabes unis, l'Afrique du Sud, l'Asie du Sud depuis qu'ils sont considérés comme partie officielle de la région PAL. Toutefois, les jeux vidéo PAL officiellement commercialisés en Australie sont évalués par ACB. ESRB est le système d'évaluation principalement utilisé au Canada pour les jeux en anglais et en français, mais certains jeux dans les territoires francophones, principalement le Québec, sont évalués par PEGI.
| Pays        | Légalement implanté ? | Commentaires | S.A     |
| ----------- | --------------------- | --- | ------- |
| Allemagne   | Non                   | Le système USK est adopté et implanté. PEGI n'est formellement pas reconnu.                                                  | USK     |
| Autriche    | Oui                   | PEGI est légalement adoptée et implantée dans la région de Vienne.                                                           |         |
| Belgique    | Non                   | Officiellement évalué par PEGI, mais ne possède aucune législation officielle.                                               |         |
| Bulgarie    | Non                   | |         |
| Canada      | Non                   | Évalue certains jeux dans les provinces francophones comme le Québec, car ils sont principalement importés depuis la France. | ESRB    |
| Chypre      | Non                   | Évalué par PEGI et représenté à son conseil, mais ne possède aucune loi législative officielle.                              |         |
| Danemark    | Non                   | |         |
| Espagne     | Non                   | |         |
| Estonie     | Non                   | Évaluée par PEGI et représenté à son conseil, mais ne possède aucune loi législative officielle.                             |         |
| Finlande    | Oui                   | | VET/SFB |
| France      | Oui                   | Obligatoire pour tous les jeux vidéo, qu'ils soient vendus sur support physique ou en téléchargement                         |         |
| Grèce       | Non                   | |         |
| Hongrie     | Non                   | |         |
| Islande     | Oui                   | PEGI est officiellement implanté.                                                                                            |         |
| Irlande     | Non                   | Le système d'évaluation PEGI est exclu de la classification des jeux vidéo par IFCO.                                         |         |
| Israël      | Oui                   | PEGI est officiellement implanté par Israël.                                                                                 |         |
| Italie      | Non                   | Évaluée par PEGI et représenté à son conseil, mais ne possède aucune loi législative officielle.                             |         |
| Lettonie    | Non                   | |         |
| Lituanie    | Oui                   | La législation lituanienne adopte PEGI.                                                                                      |         |
| Luxembourg  | Non                   | Évalué par PEGI et représenté à son conseil, mais ne possède aucune loi législative officielle.                              |         |
| Malte       | Non                   | |         |
| Norvège     | Non                   | Évaluée par PEGI et représenté à son conseil, mais ne possède aucune loi législative officielle.                             |         |
| Pays-Bas    | Oui                   | PEGI est officiellement adoptée et une législation a été mise en place.                                                      |         |
| Pologne     | Non                   | PEGI n'est pas encore implantée, mais la Pologne a l'intention de l'implanter.                                               |         |
| Portugal    | Oui                   | PEGI a officiellement été adopté par Portuguese Classification Board IGAC.                                                   | IGAC    |
| Royaume-Uni | Oui                   | Est évalué par PEGI et BBFC,.                                                                                                | BBFC    |
| Roumanie    | Non                   | |         |
| Russie      | Non                   | |         |
| Slovaquie   | Non                   | |         |
| Slovénie    | Oui                   | Officiellement adopté. |         |
| Suède       | Non                   | Officiellement évalué par PEGI, mais ne possède aucune législation officielle.                                               |         |
| Suisse      | Oui                   | |         |
| Tchéquie    | Non                   | |         |
| Ukraine     | Non                   | |         |